# Fejlett szárnyas rovarok
A fejlett szárnyas rovarok (Endopterygota vagy Holometabola) az ízeltlábúak (Arthropoda) törzsébe a rovarok (Insecta) osztályába és a szárnyas rovarok alosztályába tartozó öregrend. Fő jellemzőjük, hogy teljes átalakuláson mennek keresztül, azaz egymástól jól elkülöníthető lárva, báb és imágó állapotaik vannak.
A fejlett szárnyas rovarok a rovarok öregrendjei közül a legnagyobb diverzitást mutatják, 11 rendjükbe legalább 680 000 faj tartozik, köztük lepkék, bolhák, méhek, hangyák és bogarak is találhatók.
Az Exopterygota (vagy Hemipterodea) öregrendtől szárnyaik fejlődése különbözteti meg. Az Endopterygota (szó szerint: „belső szárnyas forma”) csoport szárnyai a test belsejében fejlődnek ki, és egy báb-formát magában foglaló komplex átalakuláson mennek keresztül. Az Exopterygota (szó szerint: „külső szárnyas forma”) szárnyai a testen kívül fejlődnek ki, és nem bábozódnak be. Ez a tulajdonság azonban pleziomorf, nem kizárólag az Exopterygotákra jellemző, hanem pl. az Odonata (szitakötők) csoportra is, amik a Neoptera alrendágnál alapibb helyzetűek a rovarok között.

## Rendszerezés
A öregrendbe az alábbi 11 recens rend tartozik:
- tevenyakú fátyolkák (Raphidioptera)
- nagyszárnyú fátyolkák (Megaloptera)
- recésszárnyú fátyolkák (Neuroptera)
- bogarak (Coleoptera)
- legyezőszárnyúak (Strepsiptera)
- hártyásszárnyúak (Hymenoptera)
- tegzesek (Trichoptera)
- lepkék (Lepidoptera)
- csőrösrovarok vagy skorpiófátyolkák  (Mecoptera)
- kétszárnyúak (Diptera)
- bolhák (Siphonaptera)

Az ITIS a Neoptera minden rendeknél magasabb egységekre való felosztását érvénytelennek tekinti, de ezt a rendszertannal foglalkozók csaknem univerzálisan elutasítják.
Az Endopterygota öregrendet néha háromfelé osztják: Neuropteroida (Neuroptera, Megaloptera, Raphidioptera és Coleoptera), Hymenopteroida (Hymenoptera), valamint Panorpoida (Siphonaptera, Diptera, Trichoptera, Lepidoptera, Strepsiptera és Mecoptera). Sokáig azt hitték, a hártyásszárnyúak fejlett euszociális rendszerükkel a legfejlettebb rovarok közé tartoznak, annak ellenére hogy anatómiailag elég kezdetleges felépítésűek például a legyekhez vagy bogarakhoz képest.
A közelmúltban ezt egyre többen utasítják el, és a DNS-szekvenálási adatok is alátámasztják, hogy a hártyásszárnyúak a primitívebb Endopterygotákhoz tartoznak, míg a legyeket és a bolhákat a legfejlettebb rovarok közé sorolják. Ez a korábbi felosztást kétségessé tette, így számos új taxont próbáltak felállítani, a fejlett szárnyas rovarokat szétszabdalva. Míg néhány ilyen csoport (mint a „szívó-szúró” légy-bolha összeállítás vagy a tegzes-lepke csoport) jó kládnak bizonyul, nem valószínű, hogy az Endopterygota vagy a Neopterygota csoport összes belső viszonyát a közeljövőben sikerüljön részletesen meghatározni.
Alább következik a hagyományos értelemben vett fejlett szárnyas rovarok egy lehetséges újabb keletű felosztása.
Endopterygota öregrend sensu stricto
- Hymenoptera (hangyák, méhek stb.)
- Coleoptera (bogarak)
- Strepsiptera (legyezőszárnyú paraziták)

Neuropterida/Neuropteroidea (javasolt öregrend)
- Raphidioptera (tevenyakú fátyolkák)
- Megaloptera (nagyszárnyú fátyolkák)
- Neuroptera (recésszárnyú fátyolkák)

Mecopteroidea/Antliophora (javasolt öregrend)
- Mecoptera (csőrösrovarok)
- Siphonaptera (bolhák)
- Diptera (kétszárnyúak)
- Protodiptera (kihalt)

Amphiesmenoptera (javasolt öregrend)
- Trichoptera (tegzesek)
- Lepidoptera (lepkék)

Incertae sedis
- Glosselytrodea (kihalt)
- Miomoptera (kihalt)

## Fordítás
- Ez a szócikk részben vagy egészben az Endopterygota című angol Wikipédia-szócikk ezen változatának fordításán alapul.  Az eredeti cikk szerkesztőit annak laptörténete sorolja fel. Ez a jelzés csupán a megfogalmazás eredetét és a szerzői jogokat jelzi, nem szolgál a cikkben szereplő információk forrásmegjelöléseként.